# Haplodontium splendidum
Haplodontium splendidum är en bladmossart som beskrevs av Theodor Carl Karl Julius Herzog 1916. Haplodontium splendidum ingår i släktet Haplodontium och familjen Bryaceae. Inga underarter finns listade i Catalogue of Life.